# Свято-Духов монастырь (Екабпилс)
Екабпи́лсский Свя́то-Ду́хов монасты́рь (латыш. Jēkabpils Svētā Gara klosteris, латг. Jākubmīsta Svātuo Gora kleštors; историческое название Свя́то-Ду́ховский Якобшта́дтский монасты́рь) — мужской монастырь Рижской епархии Латвийской православной церкви, расположенный в городе Екабпилсе, на левом берегу реки Даугавы. Основан в конце XVII века.

## История
В середине XVII века на левом берегу Даугавы против замка Крустпилс, основанного немецкими рыцарями-крестоносцами в XIII веке, возникла русская Гольмгофская слобода, которую населяли лоцманы-плотогоны, сплавлявшие на плотах-«стругах» по Даугаве через «пороги» до Риги грузы из России и Белоруссии, а также переправлявшие товары, приходившие сухопутно из Литвы и Польши. Слобода имела выгодное торговое положение на территории тогдашних земель Латвии — это был стык границ трёх разных государств: Видземе — принадлежала Швеции (вместе с Эстонией), Латгалия была под властью Польши, а весь левый берег Даугавы служил естественной границей Курляндского герцогства, находившегося тогда под управлением герцога Якоба фон Кетлера. Видя выгоду в развитии Гольмгофской слободы, герцог в 1670 году даровал ей городские права и назвал в свою честь — Якобштадт.
При этом герцог Якоб фон Кетлер дал право городу «принимать к себе [на проживание] благонадёжных людей русского происхождения только», а также «жалуем и позволяем всему собранию токмо от российской нации единственно, а не от немецкого и прочих народов, отправлять службу Божию по религии греко-российской, кою им иметь и содержать в вечные времена, и для того, как своих священников и школьных служителей с постройкой и церкви по их закону ставить и жалованьем удовольствовать они же имеют». Так было юридически закреплено полноправное развитие и существование в Якобштадте православных церквей и школ.

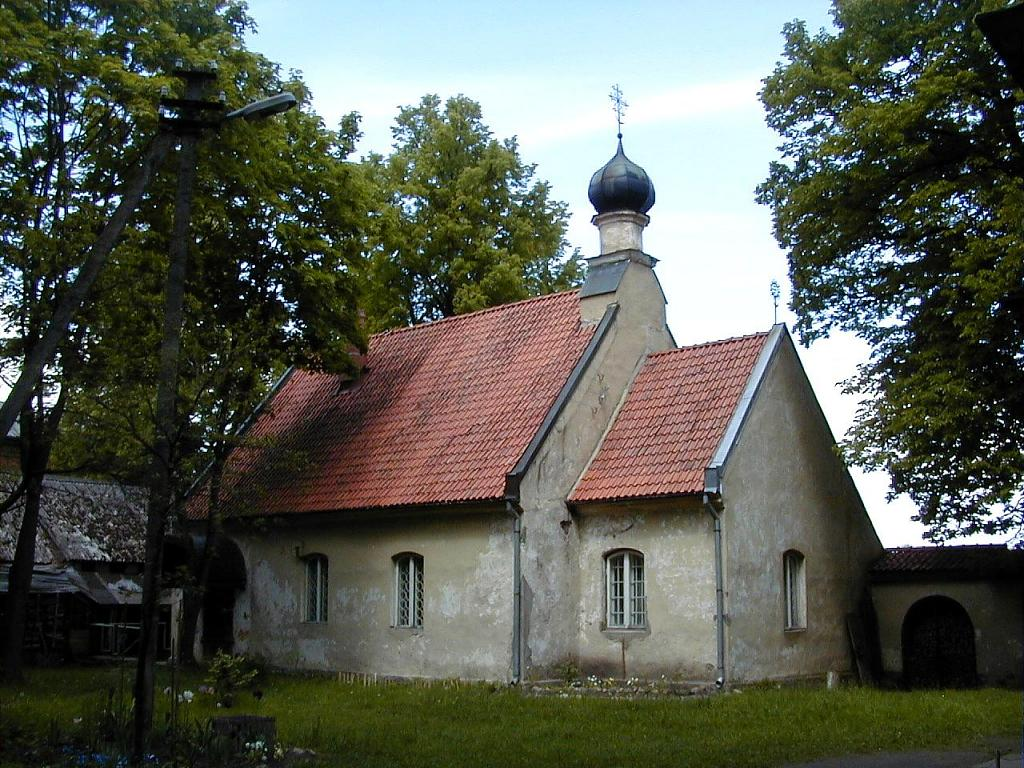
Никольский храм

Во второй половине XVII века в городе существовали уже две православные церкви — Святителя Николая Чудотворца и Святого Великомученика Георгия Победоносца, возникшие, вероятно, вместе с Гольмгофской слободой в 1650—1660-е годы.
Появление Свято-Духова монастыря относят во второй половине XVII века и связывают с явлением Якобштадтской иконы Божией Матери.
Основание Раткевичем храма Святого Духа, связанное с чудом от Якобштадской иконы, все источники, касающиеся истории храма, относят единодушно к 1670—1675 годам. Следовательно, образование в Якобштадте иноческой обители, получившей имя Свято-Духовой по своему новому храму, построенному Раткевичем, и имевший главной своей святыней чудно явленную и чудесами прославленную икону Божией Матери, относится ко второй половине XVII века, или к его последней четверти.
На всём протяжении водного пути по Даугаве от Белоруссии до самой Риги в середине XVII столетия только в Якобштадте были православные церкви, и совершалось православное богослужение. Белорусские монахи, по пути в Ригу, никак не могли миновать Якобштадт, чтобы не нанять хороших лоцманов (впереди были опасные пороги) и, за время остановки, не послужить в местных церквах в утешение местному православному населению, жившему в лютеранском и католическом окружении.
Уже из необходимости иметь здесь небольшую перевалочную базу для отдыха и молитв на долгом пути в Ригу можно заключить, что именно монахам Полоцка и Витебска принадлежит заслуга основания в Якобштадте небольшой иноческой обители, которая окормлялась духовно и материально благодаря ежегодным визитам сюда белорусских купцов и православных монахов. Именно при монастыре было удобно содержать школу, заниматься благотворительностью и удовлетворять свои духовные нужды местному русскому православному населению.
Имеется важный исторический факт, косвенно поддерживающий период датировки основания обители. Киевский митрополит Петр Могила (1632—1647) даровал в своё время двум православным мужским монастырям в Белоруссии — Богоявленскому братскому в Полоцке и Троицкому Маркову в Витебске (оба стоят на берегу Западной Двины — Даугавы) — исключительное право каждый год, по очереди, посылать своих монахов, с открытием навигации по Двине, в Ригу для совершения православного богослужения, отправления необходимых треб и сбора милостыни для поддержания своих обителей. Право это подтверждали своими грамотами: 1. епископ Мстиславский Феодосий (Василевич) (1669—1678) — в 1675 году; 2. Наместник Белорусской епархии от Могилёва — архимандрит Сильвестр Валчанский — 8 июля 1686 годач (при межархиерействе); 3. митрополит Киевский Гедеон Святополк-Четвертинский — 17 февраля 1687 года; 4. Киевский митрополит Варлаам Ясинский — 2 марта 1690 года; 5. Патриарх Московский и всея Руси Адриан (1690—1700) — 2 февраля 1697 года; 6. епископ Могилёвский Серапион (Полховский) (1697—1704) — в 1699 году; 7. Патриарший местоблюститель, «всея Руси» митрополит Стефан Яворский (1700—1722) — 7 октября 1715 года; 8. Святейший Синод — 30 июля 1723 года.
Монахи обычно приезжали весной с походной полотняной церковью, которую они ставили в Риге на берегу Даугавы около Карловых ворот, и осенью уезжали домой, так что на зиму православные рижане оставались без священников, богослужения и церкви.
Указом Священного Синода от 17 июля 1756 года монахам было разрешено привезти на стругах вместо полотняной уже деревянную церковь, которая в 1780—1781 годах была разобрана и вместо неё построена была за Двиной церковь Святой Троицы, новая и постоянная (Троице — Задвинская), богослужение в которой приезжие монахи этих же обителей совершали до 1812 года.

## Возобновление монастыря
Торжественное открытие обители состоялось 11 августа 1996 года. В настоящее время это единственный мужской монастырь в Латвийской православной церкви. Обитель располагается в центральной части города Екабпилса, на берегу Западной Двины (Даугавы). Монастырский комплекс окружен каменной оградой со Святыми вратами, над которыми возведена надвратная колокольня и включает соборную церковь Св. Духа (1885—1888 годы), зимнюю Никольскую церковь (1774 год), часовню св.вмч. Георгия (1887 год) и ещё несколько зданий, в том числе двухэтажное большое здание бывшего Владимиро-Мариинского училища.
В период второй мировой войны чудотворная Якобштадтская икона была утрачена. В 2008 году взамен утраченной иконы в Москве был написан новый список Якобштадтской иконы Божией Матери. 15 июля 2008 года во время освящения образа в Ризоположенском храме Московского Кремля икона начала мироточить. 19 июля 2008 года икону доставили в Ригу, а 25 июля святой образ встретили в Екабпилсском Свято-Духове монастыре, где икона вновь заняла своё место.

## Наместники
- Серафим (Скуратов) (25 августа 1993 — 21 февраля 1996)
- Феофан (Пожидаев), игумен (1996—1997)
- Рафаил, иеромонах (18 апреля — 18 июля 1997)
- Алексий (Рискин), игумен (август 1997 — апрель 2008)
- Алексий (Камалтдинов), игумен (апрель 2008 — май 2013)
- Макарий (Кириллов), игумен (с 2013)